# Heinrich Maier
Heinrich Maier (Großweikersdorf, 16 februari 1908 – Wenen, 22 maart 1945). was een Oostenrijkse rooms-katholieke priester. Hij werd tegen het einde van de Tweede Wereldoorlog geëxecuteerd wegens zijn deelname aan het verzet.

## Levensloop

### Vroege jaren
De vader van Maier werkte voor de k.k. österreichische Staatsbahnen. Maier bezocht tussen 1918 en 1923 in Sankt Pölten en vervolgens van 1923 tot 1926 het gymnasium in Leoben. Daarna studeerde hij van 1926 tot 1930 theologie aan de Universiteit van Wenen en, daarnaast, van 1928 tot 1930 aan het Collegium Germanicum et Hungaricum.
Na het afronden van zijn studie werd Maier ingezegend als priester. Hij werkte in die hoedanigheid in Schwarzau, Mödling en Gersthof in Wenen. Bovendien leidde hij van 1926 tot 1938 een rooms-katholieke scoutinggroep.

### Deelname aan het verzet
Na de machtsovername door de nazi's in 1938 werd het religieus onderwijs afgeschaft. Daarmee verviel een deel van zijn werkzaamheden. Vanaf het begin was Maier vanuit zijn christelijk geloof een verklaard tegenstander van het nazisme. Daarmee ging hij in tegen de instructies van zijn kerkelijke meerderen die vonden dat de kerk zich buiten de politiek moest houden. Vanaf 1940 stond hij in contact met verschillende verzetsgroepen. Samen met Walter Caldonazzi uit Zuid-Tirol vormde hij in 1942 een verzetsgroep. Maier had een zeer toegankelijke persoonlijkheid en was makkelijk in sociale contacten. Daardoor beschikte hij over een groot netwerk dat hij inzette in zijn strijd tegen het nazisme. Maier geloofde dat de snelste weg naar een vrij en democratisch Oostenrijk was als Duitsland de oorlog verloor.
De groep zette daarom vooral in op het verzamelen van informatie over de wapenindustrie. Vervolgens moest die informatie worden doorgespeeld aan de geallieerden. Maier geloofde dat elke bom die gericht viel op een wapenfabriek de oorlog eerder beëindigden. Bovendien zou de burgerbevolking op die manier gespaard blijven van ongerichte bombardementen. De groep verzamelde tekeningen van de V2-rakket, en informatie over de productie van de Tigertank en de Messerschmitt Bf 109. Andere informatie die werd verzameld ging over de productie van synthetisch rubber en de locatie van staal-, kogellager en wapenfabrieken. Via Walter Caldonnazzi werden de locaties van Heinkelfabrieken in Tirol achterhaald, waar Messerschmitt Me 163- en V2-raketonderdelen gemaakt werden. Met name de informatie over de grootste Duitse fabriek waar gevechtsvliegtuigen geproduceerd werden in Neustadt was van groot belang. 
Soms ontving Maier informatie van frontsoldaten die met verlof waren. Via Franz Josef Messner, een van de prominente groepsleden, kwam er informatie binnen over de massamoord in Auschwitz. Messner was directeur bij Semperit, dat synthetische stoffen produceerde en een fabriek had nabij Auschwitz.
Het contact met de Britse geheime dienst SOE verliep via Franz Jozef Riediger, een medewerker van Messner. De Britten waren niet overtuigd van Riedigers betrouwbaarheid, waardoor de informatie van Maiers' groep niet altijd op waarde werd geschat. Toch droeg de informatie bij aan het besluit voor de start van Operatie Crossbow, waarbij vanaf 1943 de productielocaties van de V1- en V2-raketten gebombardeerd werden. Zo werd in augustus een grote productielocatie nabij Peenemünde gebombardeerd.
Naast de spionageactiviteiten probeerde groep ook de publieke opinie te beïnvloeden. Zo werden er pamfletten waarin Hitler werd omschreven als "verrader van het Duitse volk". Mannen kregen injecties of pillen waardoor zij bij een medische keuring niet geschikt leken voor medische dienst. Tegelijkertijd werden er samen met communistische en socialistische verzetsgroepen nagedacht hoe het naoorlogse Oostenrijk er uit moest zien. Het liefst zag Maier een herstel van de constitutionele monarchie met het Huis Habsburg aan het hoofd.

### Arrestatie en dood
Door de vele activiteiten was het bijna onmogelijk dat de groep niet in het vizier van de Gestapo kwam. Na verraad werden de eerste groepsleden in februari 1944 gearresteerd. Maier zelf werd op 28 maart 1944 aangehouden bij zijn parochie in Wenen. Tijdens de verhoren werden de gevangenen gemarteld. Toch kreeg de Gestapo maar ten dele zicht op de omvang en het belang van de verzetsactiviteiten van Maier en zijn bondgenoten. Dat was echter nog steeds genoeg om hem in oktober 1944 ter dood te veroordelen. Groepsleden Walter Caldonazzi, Franz Josef Messner, Andreas Hofer, Josef Whynal, Herman Klepell, Wilhelm Ritsch en Clemens von Pausinger kregen dezelfde straf opgelegd. Op 22 november 1944 werd het achttal overgebracht naar Mauthausen waar de gevangenen verder gemarteld werden om meer informatie te vergaren.
Caldonazzi werd in januari 1945 onthoofd. Messner in april 1945 vergast in Mauthausen. Maier zelf werd op 18 augustus naar Wenen overgebracht, waar hij vier dagen laten onthoofd werd. Zijn laatste woorden waren: "Es lebe Christus, der König! Es lebe Osterreich!" (in het Nederlands: "Lange leve Christus, de Koning, lang leven Oostenrijk").